# 南ソロン県
南ソロン県（みなみソロンけん、インドネシア語: Sorong Selatan） はインドネシア南西パプア州の県。
2009年に一部の地区がマイブラット県として分離した。
県庁所在地はテミナブアン。